# Telkibánya
Telkibánya est une commune hongroise située dans le comitat de Borsod-Abaúj-Zemplén en Hongrie septentrionale.

## Galerie

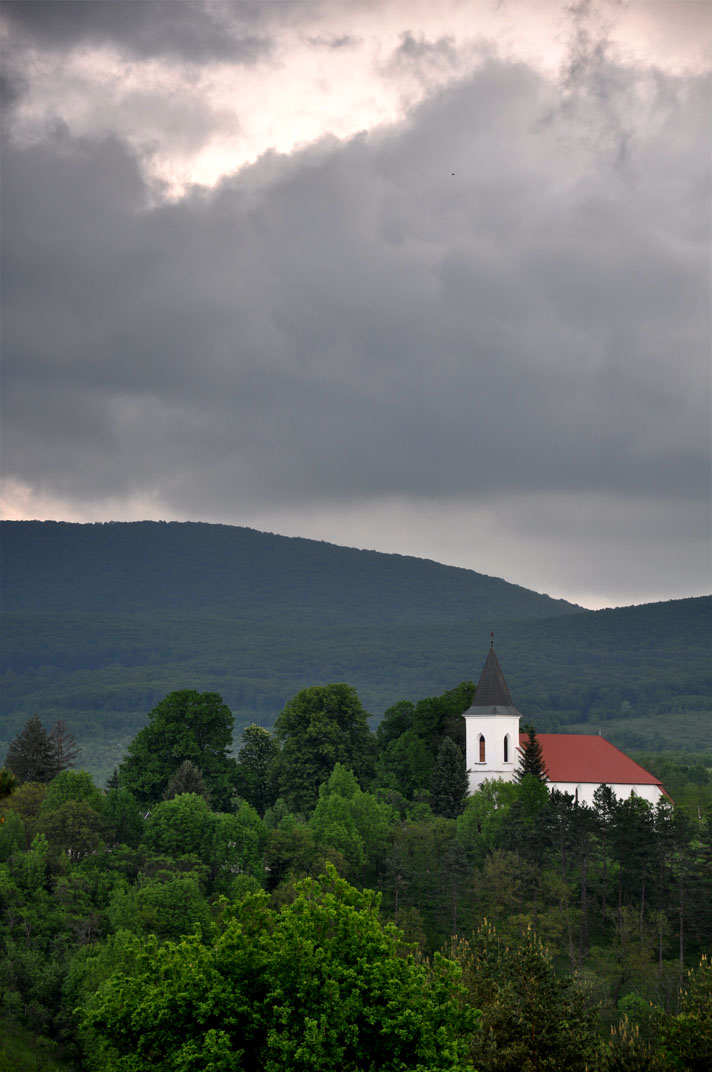
Le temple réformé
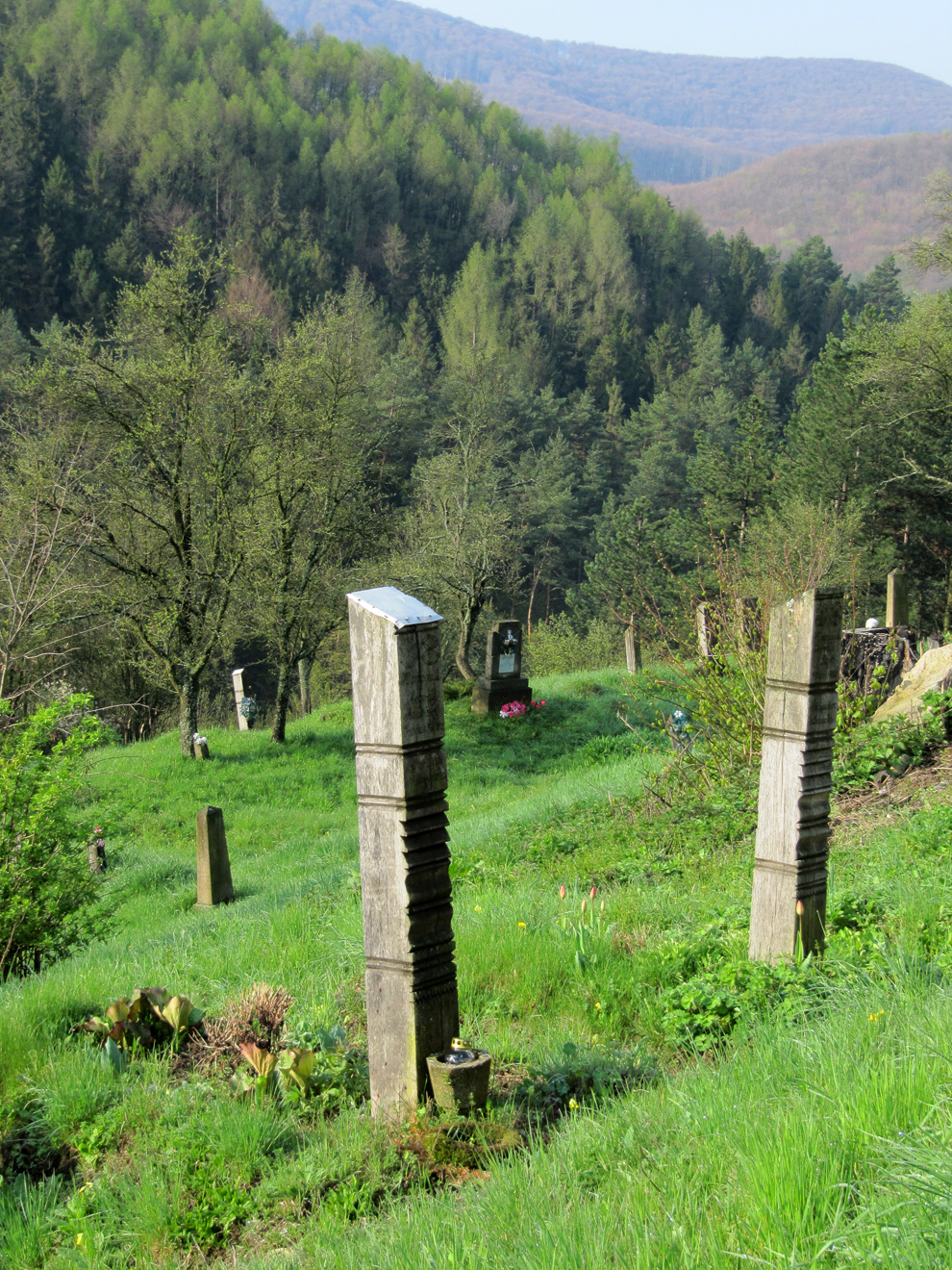
Le cimetière de l'église protestante